# نیمه‌عمر ۲
نیمه‌عمر ۲ (به انگلیسی: Half-Life 2) یک بازی ویدئویی علمی تخیلی به سبک تیراندازی اول شخص است که توسط شرکت ولو ساخته و منتشر شده‌است. این بازی دومین نسخه اصلی از مجموعه بازی‌های نیمه‌عمر به‌شمار می‌رود، و دنبالهٔ بازی نیمه‌عمر در سال ۱۹۹۸ است. ساخت بازی پنج سال به طول انجامید و در ۱۶ نوامبر ۲۰۰۴ برای مایکروسافت ویندوز منتشر گردید. نیمه‌عمر ۲ از سال ۲۰۰۴، تا تاریخ ۹ فوریه، ۲۰۱۱ توانست ۱۲ میلیون نسخه از بازی را به فروش برساند. بازی بعدها برای پلتفرم‌های ایکس‌باکس، ایکس‌باکس ۳۶۰، پلی‌استیشن ۳، اواس ده، لینوکس، و اندروید پورت گردید.
همانند نسخه قبلی، نیمه‌عمر ۲ توانست از منتقدین نظرهای مثبت یکسانی دریافت کند. همچنین بازی به خاطر فیزیک پیشرفته، پویانمایی، صدا، هوش مصنوعی، گرافیک و روایت داستان آن مورده تحسین قرار گرفت و توانست ۳۹ جایزه را در سال ۲۰۰۴، از وب‌گاه‌ها و مجلات نقد بازی دریافت کند.
این بازی در کنار استیم، شرکت ولو ساخته شده‌است. استیم موتوری جدید در آن زمان به نام سورس را معرفی کرد و به همین خاطر این اولین بازی بود که نیاز به کد فعال‌سازی محصول به صورت آنلاین داشت.

## روندبازی
نیمه‌عمر ۲ همانند نسخه قبل خود نیمه‌عمر، یک بازی تک‌نفره با دید اول شخص است و بازیکن مثل قبل کنترل شخصیت دکتر گوردون فریمن را دردست دارد. این ادامه تاحدودی ساختار نسخه قبلی را دارا می‌باشد، که شامل سیستم سلامتی، سلاح‌ها و معماها می‌باشد. بازیکن بازی را بدون داشتن آیتمی آغاز می‌کند و کم‌کم با پیشروی در طول بازی وسایل مورد نیاز خود را بدست می‌آورد. با وجود ماهیت اصلی بازی که با گذاشتن وقت برای اکتشاف در بازی پاداش‌هایی دریافت می‌شد، می‌توان از بسیاری مناطق که رفتن به آن‌ها به صورت اختیاری است، اجتناب به عمل آورد.
دشمنان گوناگونی در بازی حضور دارند، که معمولاً برای مقابله با آن‌ها باید از شیوه‌های مختلفی استفاده کنید. در قسمتی از بازی، گوردون می‌تواند با چهار سرباز نظامی متحد شده و به آن‌ها فرمان جلو رفتن و برگشتن بدهد.

## داستان
گوردون فریمن توسط جی من مرموز از حالت معلق خارج و به قطاری به سوی شهر ۱۷ فرستاده می‌شود. فریمن به محض رسیدن به شهر متوجه می‌شود که شهر در کنترل نیروهای کامباین است. او به کمک بارنی کالهون و آلیکس ونس (دختر همکار پیشین فریمن، دکتر الی ونس) به آزمایشگاه دکتر کلاینر می‌رود. بعد از یک تلاش ناموفق به وسیلهٔ دورنوردی به بلک میسای شرقی فریمن مجبور می‌شود با لباس مخصوص HEV و یک دیلم از شهر ۱۷ به تنهایی به سوی بلک میسای شرقی برود.
پس از رسیدن فریمن به «بلک میسای شرقی» او با الی و دکتر جودیث ماسمن ملاقات می‌کند. همچنین توسط آلیکس با رباتی به نام «داگ» آشنا می‌شود که به فریمن یک اسلحهٔ گرانشی می‌دهد که به او این امکان را می‌دهد اجسام پیرامونش را جذب یا دفع کند. در همین هنگام بلک میسای شرقی مورد هجوم نیروهای کمباین قرار می‌گیرد و دکتر الی و ماسمن اسیر می‌شوند تا به زندان فوق امنیتی «نووا پراسپکت» فرستاده شوند. آلیکس و گوردون فرار می‌کنند اما مجبور می‌شوند از یکدیگر جدا شوند تا جداگانه راهی به نجات آنان پیدا کنند.
فریمن به روستایی به نام «ریون هولم» می‌رود که تمام ساکنین آن به طرز فجیعی توسط موجودات هدکرب کشته شده‌اند. فریمن با آخرین بازماندهٔ روستا به نام «پدر گریگوری» که یک کشیش است آشنا می‌شود و با کمک او موفق به فرار از روستا می‌شود تا به یک معدن زیر زمینی برسد. او معدن را ادامه داده و به یکی از دیدبانی‌های مقاومت می‌رسد. آن‌ها یک خودروی باگی در اختیار فریمن می‌گذارند تا راه را برای رسیدن او به زندان هموار کنند.
فریمن وارد بزرگراه ۱۷ می‌شود. پس از مدتی از طی مسیر، بزرگراه مورد هجوم نیروهای کامباین قرار می‌گیرد تا راه رسیدن او را مسدود کنند. فریمن با کمک کلنل اودسا کابیج از پایگاه مقاومت دفاع می‌کند. اما مجبور می‌شود باقی راه را تا زندان پیاده از ساحل طی کند. ساحلی مملو از حشرات غول پیکری به نام «انت لاین». بعد از گذر از ساحل سرانجام موفق به ورود به زندان می‌شود و پس از چندی آلیکس را پیدا می‌کند. آن دو با هم سعی در پیدا کردن دکتر ونس دارند تا اینکه پی می‌برند دکتر ماسمن، خبرچین نیروهای کامباین است. اما پیش از اینکه جلوی او را بگیرند، ماسمن موفق می‌شود خود و دکتر ونس را به مقر فرماندهی شهر ۱۷ «سیتادل» تله‌پورت کند. پیش از اینکه آلیکس و گوردون توسط مأمورین زندان کشته شوند آن دو نیز با دورنوردی به آزمایشگاه دکتر کلاینر فرار می‌کنند.
وقتی آن‌ها به آزمایشگاه می‌رسند از گفته‌های دکتر کلاینر متوجه می‌شوند که درون دورنوردی کندی بوده‌اند و از ماجرای زندان یک هفته گذشته‌است. هم اینک مردم شهر ۱۷ که یک هفته است ماجرای زندان را شنیده‌اند دست به مبارزه علیه نیروهای کمباین زده و شهر ۱۷ را به میدان نبرد تبدیل کرده‌اند. گوردون و آلیکس از دو سوی متفاوت به نیروها می‌پیوندند، اما آلیکس نیز دستگیر شده و به سیتادل فرستاده می‌شود. به کمک بارنی و داگ پس از یک مبارزهٔ سخت راه رسیدن گوردون به سیتادل هموار می‌شود.
داخل سیتادل، فریمن درون سالن توقیفات گرفتار می‌شود و دستگاهی تمامی سلاح‌های او، به جز اسلحهٔ گرانشی را نابود می‌کند. انرژی دستگاه توقیف سبب بهبود کارکرد اسلحهٔ گرانشی می‌شود به‌طوری‌که قادر است اجسام بزرگتری همچون دشمنان خود را دفع کند. این قابلیت به فریمن امکان فرار و مقابله با گروه‌های کامباین و مأمورین سیتادل را می‌دهد. فریمن توسط ماشین انتقال سیتادل به دام می‌افتد و یک راست به سوی دفتر دکتر برین (رئیس پیشین فریمن که اکنون به نیروهای کامباین پیوسته است)، در طبقهٔ آخر سیتادل فرستاده می‌شود. جایی که دکتر ماسمن، آلیکس و الی دربند نیز حضور دارند. دکتر برین شروع به شرح برنامه‌های آینده‌اش و غلبه به تمامی بشریت با همکاری نیروهای کامباین می‌کند. دکتر ماسمن از گفته‌های او به شدت عصبانی می‌شود و فریمن، آلیکس و الی را آزاد می‌کند.
دکتر برین مجبور به فرار می‌شود. اما پیش از آنکه او موفق به فرار شود، فریمن به کمک آلیکس درگاهی که او قصد فرار از آن را دارد نابود می‌کند. انفجار مهیبی رخ می‌دهد که به سبب آن دکتر برین کشته می‌شود. پیش از آنکه بر اثر انفجار آلیکس و گوردن سرنوشت مشابهی پیدا کنند، زمان می‌ایستد، و جی‌من مرموز ظاهر می‌شود و پیش از آنکه فریمن را به حالت معلق برگرداند، فعالیت‌های او را تحسین می‌کند.

### مراحل بازی
بازی دارای چهارده مرحله است که نام‌های آن عبارتند از:
- مرحله نخست: مکان قرارگیری (Point Insertion)
- مرحله دو: یک روز ویژه (A Red Letter Day)
- مرحله سوم: مسیر کانال (Route Kanal)
- مرحله چهارم: آبراه زیان‌بار (Water Hazard)
- مرحله پنجم: بلک میسای شرقی (Black Mesa East)
- مرحله ششم: ما به ریون هلم نمی‌رویم (We Don't Go To Ravenholm)
- مرحله هفتم: بزرگراه ۱۷ (Highway 17)
- مرحله هشتم: تله‌های شنی (Sandtraps)
- مرحله نهم: نوا پراسپکت (Nova Prospekt)
- مرحله دهم: گرفتاری (Entanglement)
- مرحله یازدهم: ضد شهروند درجه یک (Anticitizen One)
- مرحله دوازدهم: فریمن را دنبال کنید (Follow Freeman)
- مرحله سیزدهم: نیکوکاران ما (Our Benefactors)
- مرحله چهاردهم: انرژی تاریک (Dark Energy)

## تولید
شرکت ولو در آن زمان برای نیمه‌عمر ۲ موتور گرافیکی تازه‌ای به نام سورس خلق کرد که می‌توانست برای عناصر مرتبط به تصویر، صدا و هوش مصنوعی بازی بکار گرفته شود. موتور سورس با یک نسخه اصلاح شده موتور فیزیک هاوک همراه بود که اجازه یک بعد اضافه در هر دو محیط تک‌نفره و آنلاین در بازی را می‌داد. همچنین این موتور به دلیل داشتن واحدهای جداگانه به راحتی قابل ارتقاء بود.
تمام بازیکنان رایانه شخصی برای اجرای نیمه‌عمر ۲ مستلزم به خرید یک حساب معتبر و نصب استیم بر روی رایانه شخصی خود هستند. استیم به خریداران اجازه خرید بازی و دیگر نرم‌افزارهای آن از شرکت سازنده، و دانلود مستقیم آن بر روی رایانه شخصی را می‌داد، و در کنار آن همراه با به روز رسانی‌های کوچک بود.

### موسیقی متن
همانند نسخه اول بازی، موسیقی‌متن نیمه‌عمر ۲ نیز اثر کلی بیلی، آهنگساز و طراح ارشد صدا و موسیقی شرکت والو است. همچنین چندین موسیقی از نسخه پیشین با عناوین جدید و ریمیکس شده در آن استفاده شده‌است. سبک اصلی موسیقی‌متن بازی تکنو است و از ترانه‌های پرانرژی تکنو در میدان‌های جنگ استفاده می‌شود. نسخه طلایی موسیقی‌متن که شامل تمام آهنگ‌های بازی به همراه چندین آهنگ اضافه می‌باشد، نیز از طریق آنلاین در استیم قابل خرید است.

## بازتاب‌ها
| گردآورنده  | امتیاز |
| ---------- | ------ |
| گیم‌رنکینگز | ۹۵٫۴۸٪ |
| متاکریتیک  | ۹۶/۱۰۰ |

| ناشر         | امتیاز    |
| ------------ | --------- |
| وان‌آپ.کام    | ۹/۱۰      |
| اج           | ۱۰/۱۰     |
| یوروگیمر     | ۱۰/۱۰     |
| گیم اینفورمر | ۹٫۵/۱۰    |
| گیم‌پرو       | 5/5 ستاره |
| گیم رولیشن   | -A        |
| گیم‌اسپات     | ۹٫۲/۱۰    |
| گیم‌اسپای     | 5/5 ستاره |
| گیمز ریدار+  | [ ۸ ]     |
| گیم‌تریلرز    | ۸٫۵/۱۰    |
| آی‌جی‌ان       | ۹٫۷/۱۰    |

نیمه‌عمر ۲ به شدت مورد تحسین و استقبال عموم مردم و منتقدین قرار گرفت. این بازی توانست میانگین امتیاز ۹۶ از ۱۰۰ را در هردو وب‌گاه گیم رنکینگز و متاکریتیک بدست آورد. منابعی نظیر گیم‌اسپای، گیم‌پرو و نیویورک تایمز به آن امتیاز کامل را اهدا کردند و وبگاه‌های آی‌جی‌ان و پی‌سی گیمر به آن نمراتی نزدیک به کامل را تقدیم کردند، همچنین نیمه‌عمر ۲ پنجمین بازی بود که توانست امتیاز ۱۰ از ۱۰ را از مجلهٔ بازی ویدئویی اج دریافت کند. منتقدان به‌طور گسترده گرافیک و فیزیک پیشرفته بازی را تحسین نمودند.

## مادها
شرکت ولو، در هنگام ساخت موتور بازی سورس، به فکر توسعه‌دهندگان بازی‌های مستقل هم بوده و با گسترده آفریدن موتور سورس، به اشخاص یا گروه‌هایی با سرمایهٔ کم، اجازه ساختن بازی‌های خودشان را می‌دهد که اصطلاحاً به آن ماد گفته می‌شود. هر فردی که یکی از بازی‌های نیمه‌عمر ۲ را خریداری کند، می‌تواند با استفاده از ابزار سورس به توسعه بازی خود یا تغییر بازی اصلی بپردازد.
از جمله معروف‌ترین این مادها می‌توان به «Garry's Mod» اشاره کرد که به بازیکنان، این اجازه را می‌دهد تا بتوانند هرچیزی را در یک محیط سه‌بعدی و تحت قوانین فیزیک بسازند؛ هم‌چنین مادهای دیگری مانند بلک میسا، کانتر استرایک: سورس و پورتال بسیار محبوب و پرطرفدارند.